# Yolón Jol Chumtic
Yolón Jol Chumtic är en ort i Mexiko.   Den ligger i kommunen Chamula och delstaten Chiapas, i den sydöstra delen av landet, 700 km öster om huvudstaden Mexico City. Yolón Jol Chumtic ligger 2 145 meter över havet och antalet invånare är 291.
Terrängen runt Yolón Jol Chumtic är huvudsakligen kuperad, men österut är den bergig. Terrängen runt Yolón Jol Chumtic sluttar norrut. Runt Yolón Jol Chumtic är det tätbefolkat, med 550 invånare per kvadratkilometer. Närmaste större samhälle är San Cristóbal de las Casas, 13,7 km söder om Yolón Jol Chumtic. I omgivningarna runt Yolón Jol Chumtic växer huvudsakligen savannskog.